# Koo Kwang-mo
Koo Kwang-mo (Tiếng Hàn: 구광모, Hanja: 具光謨, sinh ngày 23 tháng 1 năm 1978) là một doanh nhân Hàn Quốc và là chủ tịch thứ 4 của Tập đoàn LG. Ông là con trai của Chủ tịch Tập đoàn Heesung Koo Bon-neung. Khi con trai ruột duy nhất của Chủ tịch Tập đoàn LG Koo Bon-moo qua đời trong một tai nạn xe hơi, ông đã được đăng ký là con nuôi của người chú Koo Bon-moo vào năm 2004 theo kế hoạch kế nhiệm của Tập đoàn LG. Năm 2006, ông gia nhập LG Electronics với vai trò trợ lý giám đốc. Sau cái chết của Chủ tịch Koo Bon-moo vào ngày 20 tháng 5, khi đang làm giám đốc điều hành của LG Electronics vào năm 2018, ông được bổ nhiệm làm Giám đốc điều hành và Chủ tịch của Tập đoàn tại cuộc họp đại hội đồng cổ đông được tổ chức tại LG Twin Tower ở Seoul vào ngày 29 tháng 6.

## Sự nghiệp
Ông sinh ngày 23 tháng 1 năm 1978, là con trai cả của Chủ tịch Tập đoàn Heesung Koo Bon-neung (구본능) và Kang Young-hye (강영혜). Khi con trai duy nhất của Chủ tịch Tập đoàn LG Koo Bon-moo qua đời trong một vụ tai nạn ô tô, ông được đăng ký làm con nuôi của người chú Koo Bon-moo vào năm 2004 theo kế hoạch kế vị của Tập đoàn LG .
Ông tốt nghiệp trường tiểu học Gyeongbok, trường trung học Bongeun và trường trung học Yeongdong. Sau đó, ông tốt nghiệp cử nhân khoa học máy tính tại Học viện Công nghệ Rochester .
Năm 2006, ông gia nhập bộ phận tài chính của LG Electronics với vai trò trợ lý giám đốc. Sau cái chết của Chủ tịch Koo Bon-moo vào ngày 20 tháng 5, khi đang làm giám đốc điều hành của LG Electronics vào năm 2018, ông được bổ nhiệm làm Giám đốc điều hành và Chủ tịch của Tập đoàn LG tại cuộc họp đại hội đồng cổ đông được tổ chức tại LG Twin Tower ở Seoul vào ngày 29 tháng 6
Năm 2018, ông tham gia phái đoàn tham dự hội nghị thượng đỉnh liên Triều tại Bình Nhưỡng với tư cách là một trong 4 trưởng đoàn lớn.
Thuế thừa kế mà tang quyến của Koo Bon-moo phải nộp tổng cộng là 917,9 tỷ won, trong đó thuế thừa kế của Koo Kwang-mo được cho là khoảng 720 tỷ won. Nếu Chủ tịch Koo Kwang-mo nộp đầy đủ thuế thừa kế, nó sẽ phá vỡ kỷ lục 183 tỷ won tiền thuế thừa kế mà Chủ tịch Shin Chang-jae đã nộp sau khi Shin Yong-ho, cựu chủ tịch của Kyobo Life, qua đời vào năm 2003.
Kể từ khi nhậm chức chủ tịch Tập đoàn LG, ông đã tiến hành quản lý rất quyết liệt chưa từng thấy ở LG ôn hòa trước đây, thanh lý các mảng kinh doanh không cốt lõi và chống lại một loạt vụ kiện với các đối thủ cạnh tranh trong và ngoài nước. Trong lĩnh vực tiếp thị, LG đang thể hiện một diện mạo khác bằng cách chọc tức các đối thủ cạnh tranh. Quảng cáo TV OLED và LG Gram là những ví dụ.
Vào ngày 27 tháng 10 năm 2020, ông đã gửi lời chia buồn tới Lee Kun-hee, chủ tịch thứ hai của Tập đoàn Samsung.
Kể từ khi nhậm chức chủ tịch của Tập đoàn LG, ông đã tích cực thúc đẩy các lĩnh vực kinh doanh mới như trí tuệ nhân tạo, robot, xe điện và pin xe điện, đồng thời nỗ lực cải thiện thể chế của tập đoàn bằng cách kiên quyết xóa bỏ các hoạt động kinh doanh thâm hụt.
Năm 2018, mảng kinh doanh LCD của LG Display đã tái cấu trúc, mảng kinh doanh này thua lỗ lớn và vào ngày 20 tháng 1 năm 2021, hãng đã đưa ra quyết định thông báo thanh lý bộ phận MC đang ghi nhận khoản lỗ. Vào ngày thanh lý bộ phận MC được công bố, giá cổ phiếu của LG Electronics đã tăng 12%. Mức lương của nhân viên trong bộ phận MC thuộc hàng cao nhất và người ta nói rằng lý do của điều này là vì những người tài năng có thể chuyển đến Samsung Electronics nếu mức lương hàng năm của họ thấp. Đây dường như là một chiến lược để ngăn chặn việc mất nhân lực cho Samsung, một đối thủ cạnh tranh.
- Tháng 9 năm 2006: Phó Ban Tài chính, Bộ phận Tài chính và Kinh tế LG Electronics
- Tháng 3 năm 2007: Trưởng phòng Nhóm Tài chính, Bộ phận Tài chính LG Electronics
- Tháng 12 năm 2009: Giám đốc Trụ sở kinh doanh LG Electronics HE chi nhánh New Jersey
- Tháng 3 năm 2011: Phó Tổng Giám đốc Trụ sở kinh doanh LG Electronics HE chi nhánh New Jersey
- Tháng 3 năm 2013: Tổng Giám đốc Trụ sở kinh doanh LG Electronics HE chi nhánh New Jersey
- Tháng 1 năm 2014: Giám đốc bộ phận kinh doanh LG Electronics HA
- Tháng 4 năm 2014 ~ Tháng 12 năm 2014: Quản lý LG Synergy Team
- 1/2015 ~ 12/2016: Giám đốc điều hành LG Synergy Team
- Tháng 1 năm 2017 ~ tháng 1 năm 2018: Giám đốc Điều hành, Nhóm Chiến lược Kinh doanh của LG
- Tháng 1 năm 2018 - Tháng 6 năm 2018: Trụ sở kinh doanh B2B của LG Electronics ID(Information Display) Giám đốc kinh doanh, Giám đốc điều hành
- Từ 29 tháng 6 năm 2018: Chủ tịch và Giám đốc điều hành hiện tại của LG